# Depressione di Tunka

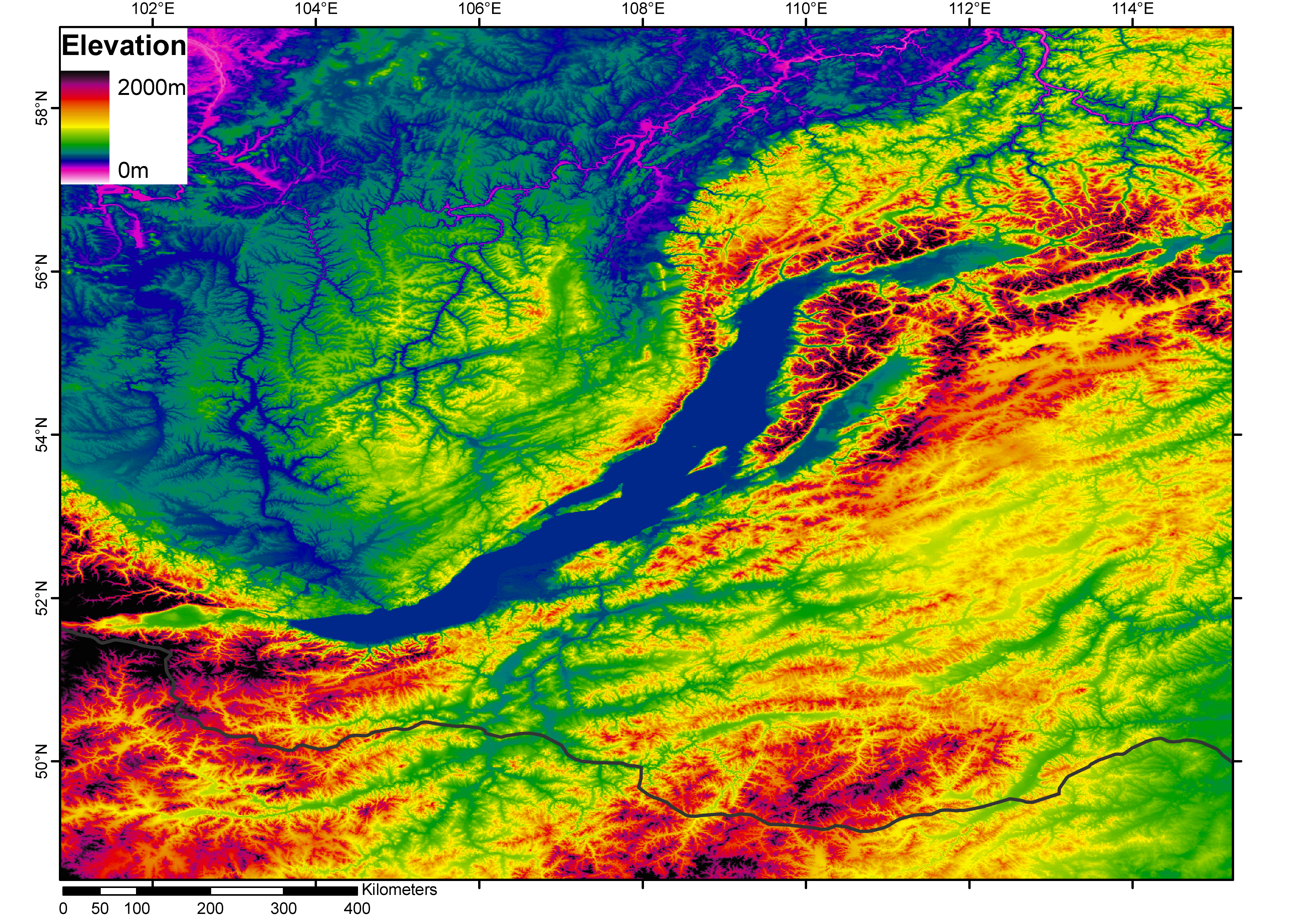
Modello digitale di elevazione del lago Bajkal e delle regioni circostanti. La depressione di Tunka appare in verde nel settore inferiore sinistro della carta come un prolungamento sud-occidentale del lago Bajkal. La linea nera con andamento est-ovest è la frontiera russo-mongola.

La depressione o bacino di Tunka, in Russia, è una depressione in direzione est-ovest, di circa 150 km di lunghezza e 30 di larghezza, situata nell'ovest della Buriazia, nel sud della Siberia orientale, non lontano dalla frontiera mongola.
La depressione è compresa tra le spaccature tettoniche del lago Hôvsgôl a ovest e del lago Bajkal a est. A nord si estende la catena dei monti Sajany, in contatto con la piattaforma siberiana, mentre a sud si estendono da est a ovest i monti Chamar-Daban. La parte orientale dei monti Sajany che costeggia a nord la depressione di Tunka prende il nome di monti di Tunka. Una parte del territorio della depressione appartiene al parco nazionale di Tunka.
La depressione di Tunka è contemporanea alla formazione del lago Bajkal. La sua superficie si trova a un'altitudine media che va da 1200 metri nella zona occidentale a 600 metri in quella orientale. È attraversata in tutta la sua interezza dal fiume Irkut, che scorre da ovest a est. Una volta era molto più profonda, ma è stata gradualmente riempita da enormi quantità di sedimenti. Questo riempimento sedimentario, di origine lacustre e alluvionale, è durato dall'Oligocene al Quaternario. Lo spessore di questi sedimenti è mediamente di 1000 metri e può raggiungere i 2500 metri nella parte centrale del bacino.
La depressione di Tunka è limitata, a nord, dalla faglia nord-Tunka, faglia tuttora attiva di circa 200 km di lunghezza. Questa faglia si prolunga verso ovest dalla faglia di Mondy e si congiunge verso est alla faglia dei Sajany, presso l'estremità sud-occidentale del lago Bajkal. La faglia nord-Tunka si delinea chiaramente nella topografia della regione con un improvviso dislivello di 2000 metri tra le sommità dei monti di Tunka (che culminano a oltre 3000 metri di altitudine) e la superficie del bacino, che ha un'altitudine media di circa 1000 metri. A partire dall'Oligocene, lo spostamento verticale della faglia nord-Tunka è stato di quasi 5000 metri, ma gran parte di questo innalzamento è stato mascherato dai sedimenti che hanno progressivamente colmato la depressione.
L'attività della faglia sud-Tunka appare molto meno chiara. Il contatto tra la depressione e i monti Chamar–Daban, infatti, non è molto marcato.